# 악마의 눈
악마의 눈(The Devil's Eye, Djavulens Oga)은 스웨덴에서 제작된 잉마르 베리만 감독의 1960년 영화이다. 돈 후안 전설을 모티브로 제작되었다. 자를 쿨레 등이 주연으로 출연하였고 알랜 이케런드 등이 제작에 참여하였다.

## 출연

### 주연
- 자를 쿨레
- 비비 앤더슨

### 조연
- 닐스 포페
- Gunnar Sjoberg

## 제작진
- 원작자: Oluf Bang
- 미술: P.A. Lundgren
- 의상: Mago